# Imma

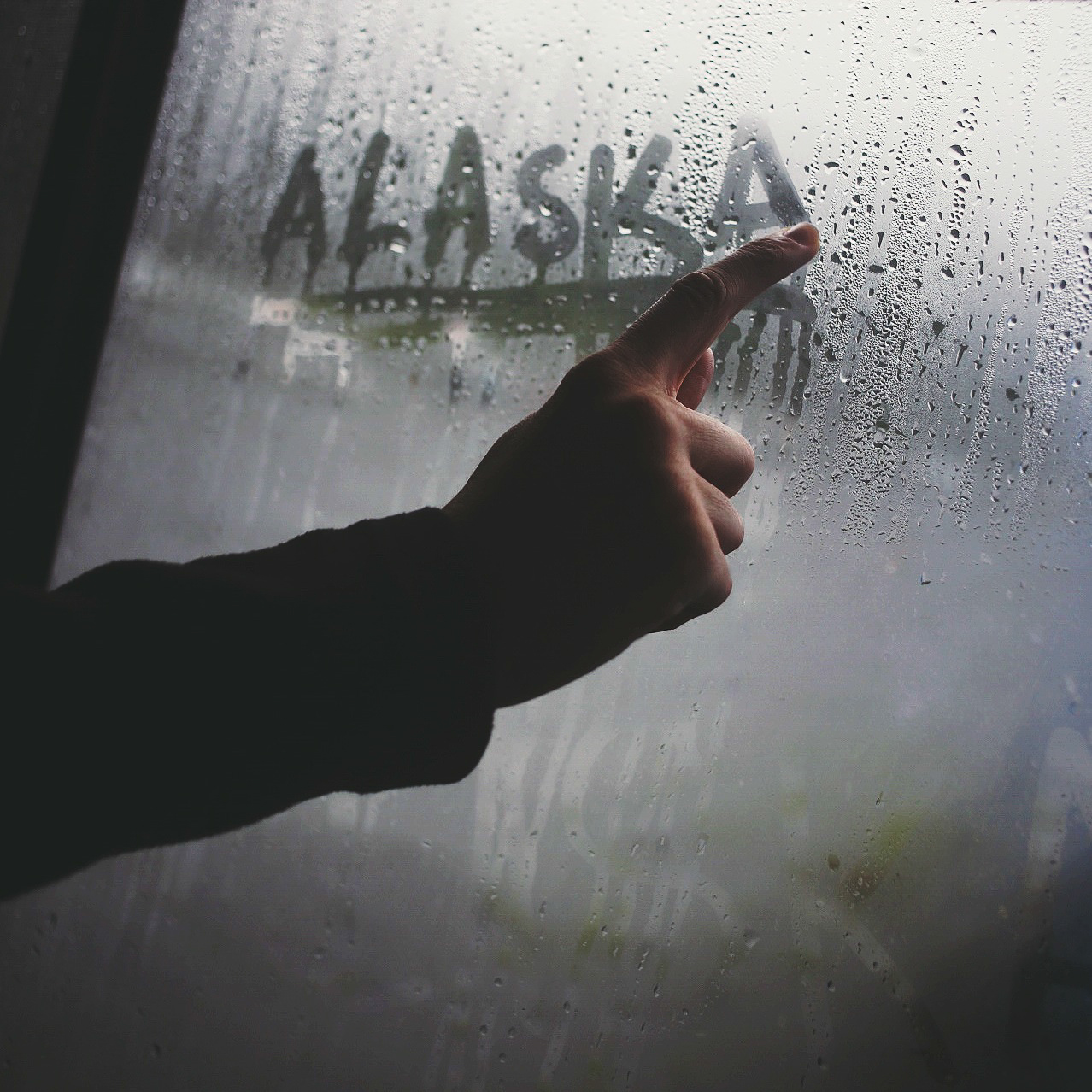
Imma på kall fönsterruta

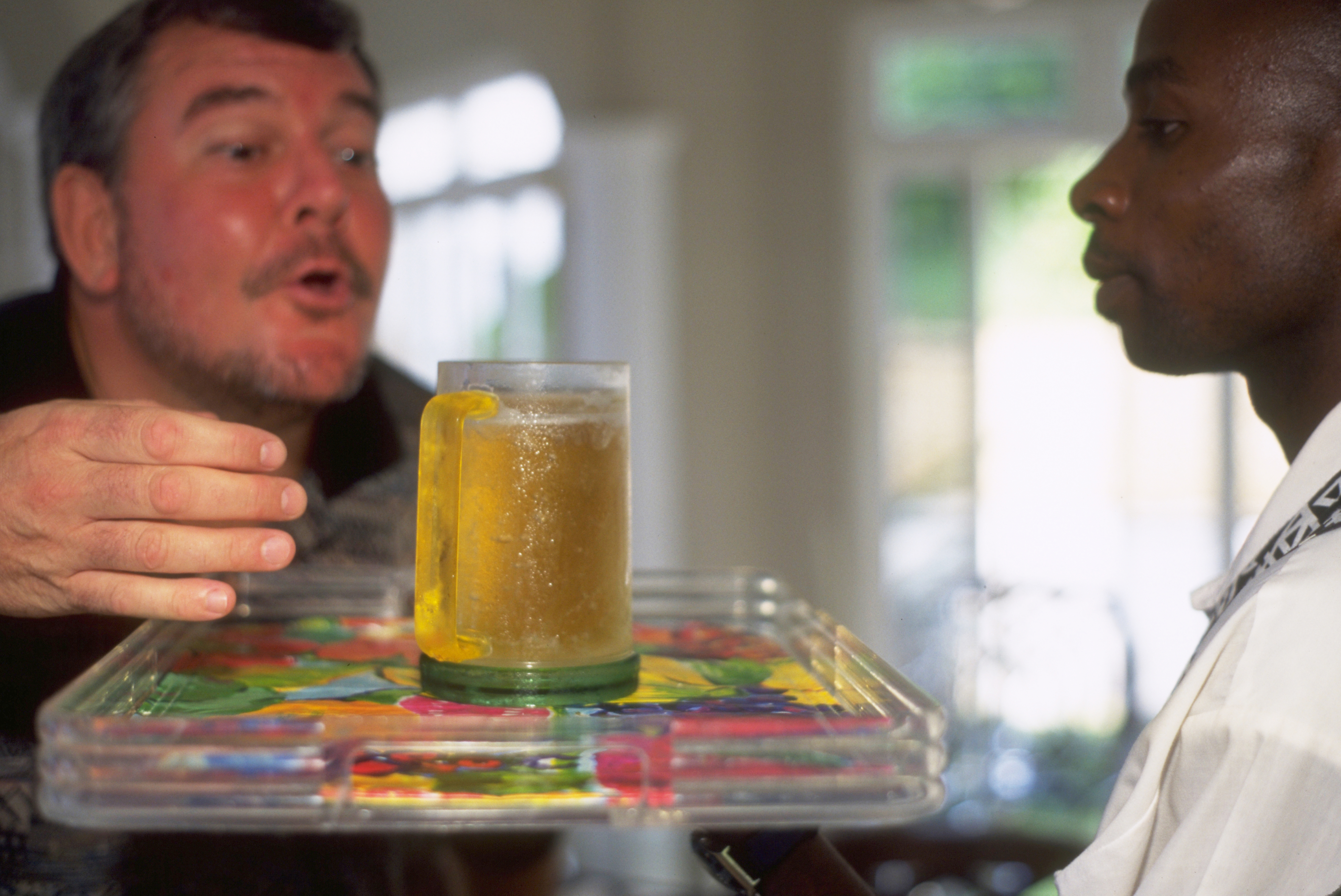
Imma på kallt ölglas

Imma är ett fenomen som uppkommer då varm fuktig luft kyls av. När luft kyls ökar den relativa fuktigheten. Den temperatur då ytkondens bildas kallas för luftens daggpunkt. Då bildas små vattendroppar och om dessa droppar sedan fastnar på till exempel ett kallt föremål, bildas det ett skikt av imma. Är föremålet i fråga riktigt kallt fryser imman till ett frostskikt. Imma är välbekant från kyl- och frysskåp där fukt från insläppt rumsluft eller dåligt förpackade varor kondenserar mot köldplattan och sedan fryser till is. Den så kallade lagen om kalla väggen säger att fukt alltid söker sig till den kallaste ytan där den kondenserar.